# Bartel BM-6
Pour les articles homonymes, voir Bartel et BM6.
Le Bartel BM-6 est un avion d’entraînement à la chasse polonais de l'entre-deux-guerres. 
À la fin des années 1920 la formation des pilotes de chasse était assurée en Pologne sur des Fokker D.VII utilisables également comme chasseurs d’appoint. Il apparut cependant intéressant de développer un appareil spécifique que Ryszard Bartel souhaitait plus facile à construire et à entretenir que ses précédentes réalisations. On retrouvait sur le BM-6 un plan supérieur plus court (7,36 m) que le plan inférieur (8,10 m), les ailes étant interchangeables comme sur les productions antérieures de Ryszard Bartel. Mais le BM-6 optait pour une construction mixte. Le fuselage reposait donc sur une poutre de section rectangulaire en tubes d’acier à revêtement entoilé et la voilure bilongeron était en bois entoilée.

## Deux prototypes pour trois versions
- BM-6a : Construit par Samolot à Poznań, Le premier prototype effectua son premier vol le 8 avril 1930 avec un moteur Hispano-Suiza 8Be de 220 ch volontairement limité à 180 ch, entraînant une hélice bipale en bois à pas fixe. Après une première série d’essais il fut renvoyé en usine pour modifications.
- BM-6a/II : Le prototype BM-6a fut modifié en juillet 1930. Il affichait de bonnes qualités de vol et passait la voltige sans difficulté. Il fut donc présenté au Concours international de Bucarest en septembre 1930 aux côtés du PZL P.1. Après avoir passé ses essais officiels en 1931, cet appareil fut affecté à l’école d’entraînement avancé de Grudziądz puis à l’école centrale d’aviation de Dęblin.
- MB-6b : Un second prototype à moteur Wright J-5B Whirlwind de 220 ch avait été commandé à 23 exemplaires (18 pour les écoles et un appareil par escadron de chasse). Cet appareil n’était pas achevé quand Samolot cessa ses activités en 1930 et PWS (en), qui racheta les droits sur les productions Samolot, cessa le développement de cet appareil au profit de son PWS-11 (en).

### Aéronefs comparables
- PWS-11 (en)
- Polikarpov I-15
- Bristol Bulldog
- Gloster Gladiator
- Fiat CR.32

### Ordre de désignation
BM-1 (en) -
BM-2 -
BM-4 -
BM-5 -
BM-6